# 真哲什保陶
真哲什保陶，是匈牙利赫维什州所辖的一个村。总面积60.75平方公里，总人口2563，人口密度42.2人/平方公里（2011年1月1日）。